# Bad Ems
Bad Ems je lječilišni grad na donjem toku rijeke Lahn i sjedište okružne uprave okruga Rhein-Lahn u Porajnju-Falačkoj i udruge općina (Verbandsgemeinde) Bad Ems-Nassau, ali i sjedište Državnog zavoda za statistiku Porajnja-Falačke. 
Godine 2021., toplice Bad Emsa su postale dijelom transnacionalne UNESCO-ve svjetske baštine poznate kao „Veliki lječilišni gradovi Europe”, upravo zbog svojih poznatih mineralnih izvora i arhitektonskog svjedočanstva uspona europske kulture kupki u 18. i 19. stoljeću.

## Zemljopis
Grad se nalazi na obje obale rijeke Lahn, prirodne granice između gorja Taunusa i Westerwalda, dva dijela Rajnskog masiva. Grad i njegovi vanjski dijelovi nalaze se unutar Parka prirode Nassau.
Centar Koblenza udaljen je otprilike 8 kilometara (zračne linije) sjeverozapadno od Bad Emsa.
Grad uključuje brojna stambena područja izvan centra grada: Am Klauspfad, Auf'm Klopp, Austerstücke, Bernsbach, Concordiaturm, naselje šumarskih radnika, Gräveheid, Grisselberg, Haus Eichwald, Haus Mohrendell, Höhenhaus, Kellersweiden, Mergelkaut, Obere Malbergstation, Rullsbach, Schöne Aussicht, Seiterich, Tannenhof, Trümmerborn, Wiesbach i Wintersberg
Godišnja količina oborina iznosi 798 mm, što je unutar nacionalnog prosjeka. Najsušniji mjesec je ožujak, a najviše oborina pada u kolovozu. Dakle, oborine su prilično ravnomjerno raspoređene tijekom cijele godine.

## Povijest
U rimsko doba, u Bad Emsu je izgrađen castrum kao dio gornjogermanskog limesa, ali danas od te građevine nije mnogo ostalo. Međutim, u šumama oko grada postoje jasni tragovi bivše rimske granice.
Grad se prvi put spominje u službenim dokumentima 880. godine, a gradsku povelju dobio je 1324. godine. Grofovi Nassaua i Katzenelnbogena obnovili su rimske terme i koristili kupke zajedno s drugim plemićkim posjetiteljima. 
U 17. i 18. stoljeću Bad Ems se smatrao jednim od najpoznatijih njemačkih kupališta. Svoj vrhunac dosegao je u 19. stoljeću kada je primao posjetitelje iz cijelog svijeta i postao ljetna rezidencija raznih europskih monarha i umjetnika, uključujući njemačkog cara Vilhelma I., ruske careve Nikolu I. i Aleksandra II., Richarda Wagnera, Fjodora Dostojevskog i Vasilija Vasiljeviča Vereščagina itd.
Godine 1870. grad, tada dio pruske pokrajine Hesse-Nassau (od 1863.), postao je poznat kao mjesto odakle je nastala „Emska depeša”, telegram s francuskim zahtjevima kojega je Otto von Bismarck pustio u medije, što je potaknulo Francusko-pruski rat.
Godine 1876. u Haus Vier Türme („Kući s četiri tornja”) Aleksandar II. od Rusije potpisao je „Emski edikt” kojim je zabranio upotrebu ukrajinskog jezika. Danas spomenik na tom mjestu obilježava ovaj povijesni događaj. 
U 19. i 20. stoljeću, ono što je danas toplički grad karakteriziralo je i značajno rudarstvo ruda kao što su: olovo, srebro, cink i bakar. 
Dvadeseto stoljeće donijelo je duboke promjene s dva svjetska rata i posljeratnim razdobljem okupacije. Brojno „kamenje spoticanja” (Stolpersteine), male spomen-ploče, obilježavaju sudbinu Židova ubijenih tijekom nacističke ere. Rudarstvo nije nastavljeno nakon Drugog svjetskog rata. Od 1950-ih, poslovanje toplica preusmjerilo se prema „socijalnim toplicama”.

## Znamenitosti
Povijesna toplička četvrt, s impresivnom i dobro očuvanom topličkom arhitekturom, okružena je bivšim hotelima i pansionima, kao i stambenim područjima. Dio toga su i građevine poput Ruske crkve i Malberške željeznice. Grad je smješten u slikovitom krajoliku koji je rano razvijen šetnicama i pješačkim stazama koje vode do vidikovaca, a neke od njih su sačuvane do danas.
Najvažnije znamenitosti u gradu su:
- Kurhaus (slika desno) s dvoranom s fontanama, Kursaal s kazalištem, Mramorna dvorana i kasino (jedan od najstarijih kasina u Njemačkoj; radio od 1720. do 1872. i od 1987. nadalje).
- Barokna kupališna palača Karlsburg.
- Malbergova željeznica (Malbergbahn) – uspinjača koja je radila od 1887. do 1979. između grada Bad Emsa i hotela na Hohen Malbergu; danas spomenik.
- Kurwaldbahn - potpuno automatska uspinjača otvorena 1979. godine između Bad Emsa i toplica na Bismarckhöheu.
- Evanđeoska crkva sv. Martina (izvorno romanička bazilika, obnovljena u 18. stoljeću)
- Katolička crkva Marije, kraljice Škotske, dvoranska crkva, izgrađena 1661.; Schölerove orgulje iz 1831.
- Ruska pravoslavna crkva, crkva s križnim kupolom, pozlaćenom središnjom kupolom i četiri bočne kupole, posvećena 1876.
- Bismarckov toranj , 12,5 m visok Bismarckov stup iz 1901. na Kloppu (Bismarckhöhe, blizu klinika)

- Kurhaus (Casino, kazalište, kulturni centar s mramornom dvoranom)
- Ruska crkva (od 1876.)
- Malbergova željeznica (Malbergbahn) u centru toplica
- Kurwaldbahn s pogledom na grad
- Vodotoranj izgrađen u Bad Emsu 1907. god.

## Stanovništvo
Bad Ems je dosegao svoj dosad najveći broj stanovnika 1977. godine s 10.332 stanovnika, a u prosincu 2023. je brojao 10.002 stanovnika.
Krajem rujna 2024. godine 23,9% stanovništva bili su protestanti, a 21,6% katolici. 54,5% pripadalo je drugim denominacijama ili vjerskim zajednicama, bilo je nedeklarirano ili nije imalo vjersku zajednicu.
Razvoj stanovništva Bad Emsa, vrijednosti od 1871. do 1987. temelje se na popisima stanovništva:
| Godina | Broj stanovnika |
| ------ | --------------- |
| 1815.  | 912             |
| 1835.  | 2.551           |
| 1871.  | 5.464           |
| 1905.  | 6.791           |
| 1939.  | 7.726           |
| 1950.  | 9.308           |
| 1961.  | 9.700           |
| 1970.  | 9.917           |
| 1977.  | 10.332          |
| 1987.  | 9.097           |
| 2005.  | 9.363           |

| Godina             | Broj stanovnika |
| ------------------ | --------------- |
| 2008.              | 9.216           |
| 2009.              | 9.179           |
| 2010.              | 9.216.          |
| 2011.              | 8.978           |
| 2012.              | 9.023           |
| 2013.              | 9.025           |
| 2014.              | 9.010           |
| 2015.              | 9.229           |
| 2017.              | 9.568           |
| 31. prosinca 2020. | 9.801           |
| 31. prosinca 2023. | 10.002          |

## Gospodarstvo
Industrija u Bad Emsu uglavnom je ograničena na tvrtke povezane s njegovim statusom lječilišta, ali je ipak prilično raznolika, uključujući medicinu, elektrotehniku i turizam.
Mineralni termalni izvori imaju visok sadržaj natrijevog bikarbonata i temperature između 27 i 57 °C, a potječu od infiltracije podzemnih voda iz donjodevonske formacije Rhena. Prirodna emska sol proizvodi se od ove mineralne vode, a prodaje se i odvojeno za piće i inhalaciju.

## Promet
Bad Ems ima Bad Ems kolodvor koji se nalazi na željezničkoj pruzi Lahntal koja povezuje Niederlahnstein i Wetzlar. Spori vlakovi također opslužuju stanicu Bad Ems West.
Grad je povezan s vidikovcem na Bismarckturmu („Bismarckovom tornju”) uspinjačom Kurwaldbahn.

## Zbratimljeni gradovi
- Blankenfelde-Mahlow, Brandenburg , Njemačka
- Cosne-Cours-sur-Loire, Francuska
- Droitwich Spa, Engleska, UK
- Lubin, Poljska